# John Oliver (Komiker)

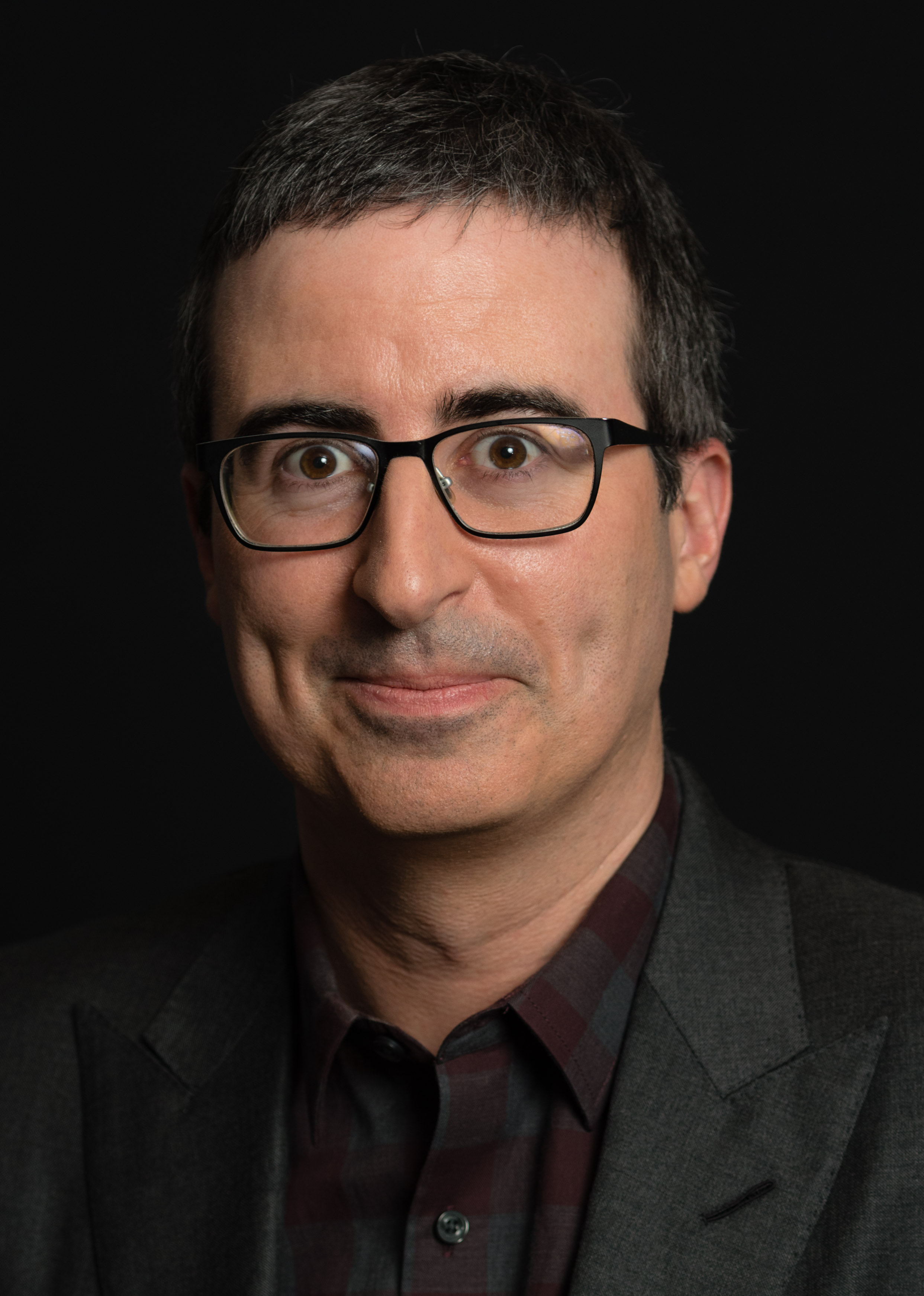
John Oliver (2016)

John William Oliver (* 23. April 1977 in Birmingham, West Midlands, England) ist ein britisch-amerikanischer Moderator, Komiker und Schauspieler, der in New York City lebt. Er moderiert seit 2014 die amerikanische Late-Night-Show Last Week Tonight with John Oliver.

## Leben

### Jugend und Ausbildung
Olivers Vater war Sozialarbeiter und Schulleiter, seine Mutter Musiklehrerin. Beide stammen aus Liverpool. Sein Onkel ist der klassische Komponist Stephen Oliver. Oliver wuchs als ältestes von vier Kindern in Bedford auf und besuchte dort die Schule. Oliver studierte am Christ’s College der University of Cambridge. 1998 schloss er das Studium mit einem Bachelor in Englisch ab. Während seiner Studienzeit war Oliver Mitglied des Amateur-Theaterclubs Cambridge Footlights. Zur gleichen Zeit waren dort auch David Mitchell und Richard Ayoade aktiv. 1997 wurde er Vizepräsident des Clubs.

### Karriere
Oliver trat zum ersten Mal 2001 beim Edinburgh Festival Fringe als Teil der Late-Night-Show The Comedy Zone in der Rolle eines „schmierigen Journalisten“ auf. 2002 hatte er seine erste Solo-Show und in den Jahren 2004 und 2005 arbeitete er mit Andy Zaltzman an einem Doppel-Act und als Co-Moderator von Political Animal. Gemeinsam mit Andy Zaltzman co-moderierte er auch von Oktober 2007 bis Mai 2015 den wöchentlichen Satire- und Comedy-Podcast „The Bugle“. Nachdem er 2006 für die Daily Show nach New York City gezogen war, begann Oliver, in kleinen Clubs in der Stadt aufzutreten und später in größeren Hallen Shows zu geben. Olivers erstes Stand-up-Special mit dem Titel John Oliver: Terrifying Times debütierte 2008 auf Comedy Central und wurde später auch auf DVD veröffentlicht. Seit 2010 war Oliver Gastgeber für vier Staffeln seiner eigenen New Yorker Stand-up Show.
Edward Helmore schrieb im Guardian über Oliver: „His style leans toward the kind that Americans like best from the British – exaggerated, full of odd accents and mannerisms, in the vein of Monty Python.“ Oliver nutzt seine britische Kultur häufig als Gegenstand seiner Witze.
Oliver war von 2006 bis Dezember 2013 Korrespondent in der satirischen Nachrichtensendung The Daily Show, die er im Sommer 2013 in Vertretung von Jon Stewart für drei Monate moderierte. Für seine Leistung als Autor für The Daily Show wurde er 2009, 2011 und 2012 mit einem Emmy ausgezeichnet. Von 2009 bis 2014 spielte er in der Fernsehserie Community den Professor Ian Duncan. Eine Hauptrolle lehnte er ab, da er die Daily Show nicht verlassen wollte. Von Januar 2010 bis September 2013 moderierte er die John Oliver’s New York Stand-Up Show, die von Comedy Central ausgestrahlt wurde. Seit April 2014 moderiert er bei HBO die Late-Night-Show Last Week Tonight with John Oliver. 2015 wurde er vom Time-Magazin in die Liste der einflussreichsten Personen der Welt aufgenommen. In vielen Fällen folgt auf seine Sendung bei HBO eine Reaktion der Politik oder der Bevölkerung. Dies wird als John-Oliver-Effekt bezeichnet. Oliver selbst weist jedoch jede Bezeichnung von ihm als Journalisten und seiner Sendung als Journalismus entschieden zurück.

### Privatleben
Oliver lebt mit seiner Frau Kate Norley in New York City. Norley ist Irak-Veteranin, die während ihres Einsatzes als Sanitäterin tätig war. Die beiden lernten sich 2008 beim Parteitag der Republikaner kennen, wo Oliver einen Beitrag für The Daily Show aufnahm. Das Paar heiratete im Oktober 2011. Im November 2015 wurde der gemeinsame Sohn geboren.
Am 13. Dezember 2019 wurde er US-amerikanischer Staatsbürger.

## Kontroversen
Im Juni 2017 thematisierte Oliver in seiner Show Last Week Tonight die Unternehmenspraktiken des US-amerikanischen Minenbetreibers Robert Murray, der zuvor bei negativer Berichterstattung juristische Schritte angedroht hatte. Die im Anschluss eingereichte Klage wurde nach zwei Jahren abgewiesen, was Oliver in einer weiteren Folge ansprach und missbräuchliche SLAPP-Suits kritisierte.

## Filmografie
- 1985: Bleak House (Miniserie, Folge 1x02)
- 2001: My Hero (Fernsehserie, Folge 2x05)
- 2001: People Like Us (Fernsehserie, Folge 2x05)
- 2004: Green Wing (Fernsehserie, Folge 1x01)
- 2008: Der Love Guru (The Love Guru)
- 2009: Important Things with Demetri Martin (Fernsehserie, 2 Folgen)
- 2009: Water and Power (Webserie, Folge 1x09)
- 2009–2014: Community (Fernsehserie, 18 Folgen)
- 2011: Die Schlümpfe (The Smurfs, Stimme)
- 2012: Willkommen in Gravity Falls (Gravity Falls, Fernsehserie, Folge 1x03 Stan verliert den Kopf, Stimme)
- 2012: The Daily Show (Fernsehserie, 2 Folgen)
- 2012–2013: Randy Cunningham: Der Ninja aus der 9. Klasse (Randy Cunningham: 9th Grade Ninja, Webserie, 4 Folgen, Stimme von Coach Green)
- 2013: Die Schlümpfe 2 (The Smurfs 2, Stimme)
- 2013: Rick and Morty (Fernsehserie, Folge 1x03 Anatomie-Park, Stimme von Dr. Xenon Bloom)
- 2014: Robot Chicken (Fernsehserie, Folge 7x01, Stimme von Serpentor/British Gentleman)
- 2014: Die Simpsons (The Simpsons, Fernsehserie, Folge 25x21 Ziemlich beste Freundin, Stimme von Booth Wilkes-John)
- 2016–2017: Danger Mouse (Fernsehserie, 4 Folgen, Stimme von Augustus P. Crumhorn IV)
- 2017: Cross Wars – Das Team ist zurück! (Cross Wars, Stimme)
- 2017: Bob’s Burgers (Fernsehserie, Folge 7x10, Stimme von Ian)
- 2017: The Detour (Fernsehserie, Folge 2x12)
- 2018: The Late Show with Stephen Colbert (Fernsehserie, Folge 3x141)
- 2019: Willkommen im Wunder Park (Wonder Park, Stimme)
- 2019: Der König der Löwen (The Lion King, Stimme von Zazu)